# Château d'Edlingham
Le château d'Edlingham est une ruine de château en Angleterre ayant le statut de monument classé et de bâtiment classé Grade I, sous la garde de English Heritage. Il est situé près du village d'Edlingham, dans une vallée à l'ouest d'Alnwick, dans le Northumberland. Il est décrit comme "... l'un des plus intéressants du comté", par Nikolaus Pevsner, l'historien de l'architecture. Edlingham lui-même n'est guère plus qu'un hameau avec une église à côté du château.
Les ruines sont pour la plupart basses, bien qu'une grande partie de la tour solaire soit toujours debout malgré une fissure impressionnante sur plusieurs étages jusqu'au niveau du sol. Les fondations et une partie des murs de la maison-halle, de la porterie, de la barbacane et des autres bâtiments de la cour sont encore visibles, la plupart datant du XVIe siècle.
Le château - plus exactement un manoir fortifié typique de nombreuses maisons médiévales du nord de l'Angleterre - garde l'une des rares approches d'Alnwick à travers les collines à l'ouest. Ses fortifications ont été augmentées en réponse à la guerre frontalière qui a fait rage entre l'Angleterre et l'Écosse entre 1300 et 1600 environ.

## Histoire

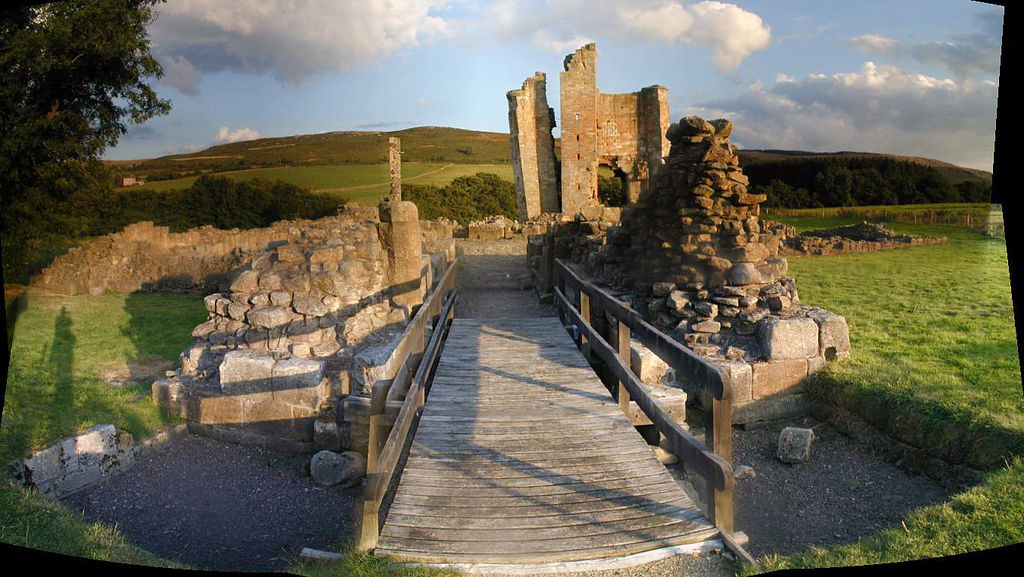
Vue sur les ruines du château d'Edlingham depuis la guérite

En 1174, un Jean d'Edlingham possède un manoir à cet endroit. En 1294, un descendant, Walter d'Edlingham, le vend à William de Felton. Il le renforce en construisant de solides remparts et une guérite, en fortifiant la salle principale et en ajoutant d'autres bâtiments à l'intérieur d'une cour. En 1396, Elizabeth de Felton en hérite, épousant Sir Edmund Hastings, qui y ajoute une puissante tour solaire. Leurs descendants occupent le château et le domaine jusqu'en 1514. Il est acheté par George Swinburne, un constable de Prudhoe, dont la famille le détient jusqu'au XVIIIe siècle.
Pendant ce temps, il tombe progressivement en ruine, la plupart des bâtiments ayant été démantelés dans les années 1660 pour construire des fermes à proximité, mais en laissant la tour solaire intacte. En 1978, le ministère de l'Environnement acquiert le site et mène de vastes fouilles archéologiques, avant lesquelles des gravats ont rempli la tour solaire sur une hauteur de trois mètres.
Le site est maintenant sous la garde d'English Heritage et est facilement accessible depuis l'église voisine de St John the Baptist, Edlingham. Guillaume de Felton y est enterré.